# Global Greens
Global Greens (in italiano: Verdi Globali) è una rete internazionale di partiti politici ecologisti che promuovono il Global Greens Charter, la "Carta dei Verdi Mondiali". È stata fondata nel 2001 a Canberra.

## Federazioni regionali deiGlobal Greens
I Global Greens si articolano in quattro federazioni continentali:
- Federazione dei Verdi dell'Asia e del Pacifico
- Partito Verde Europeo
- Federazione dei Partiti Verdi dell'Africa
- Federazione dei Partiti Verdi delle Americhe
- Federazione dei Partiti Verdi dell'Oceania